# نفق سيكان

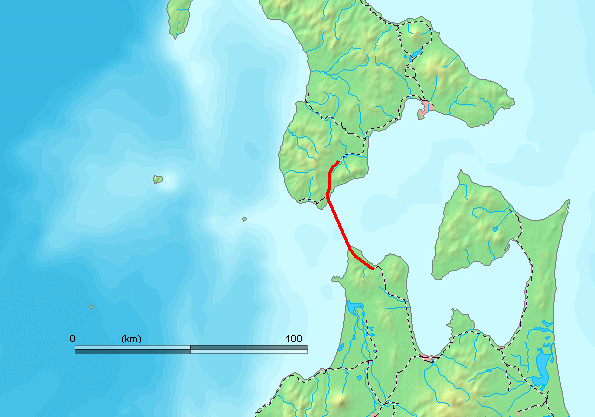
ممر النفق سيكان بين الجزيرتين

نفق سيكان (باليابانية: 青函トンネル سيكان تونّيرو) هو نفق بحري للسكك الحديدية، وأطول نفق في العالم حتى عام 2010. نفق سيكان الذي يمر أسفل البحر يربط بين جزيرتي هونشو وهوكايدو اليابانيتين ويبلغ طوله 53.85 كيلومترا.